# Марьяновка (Васильковский район)

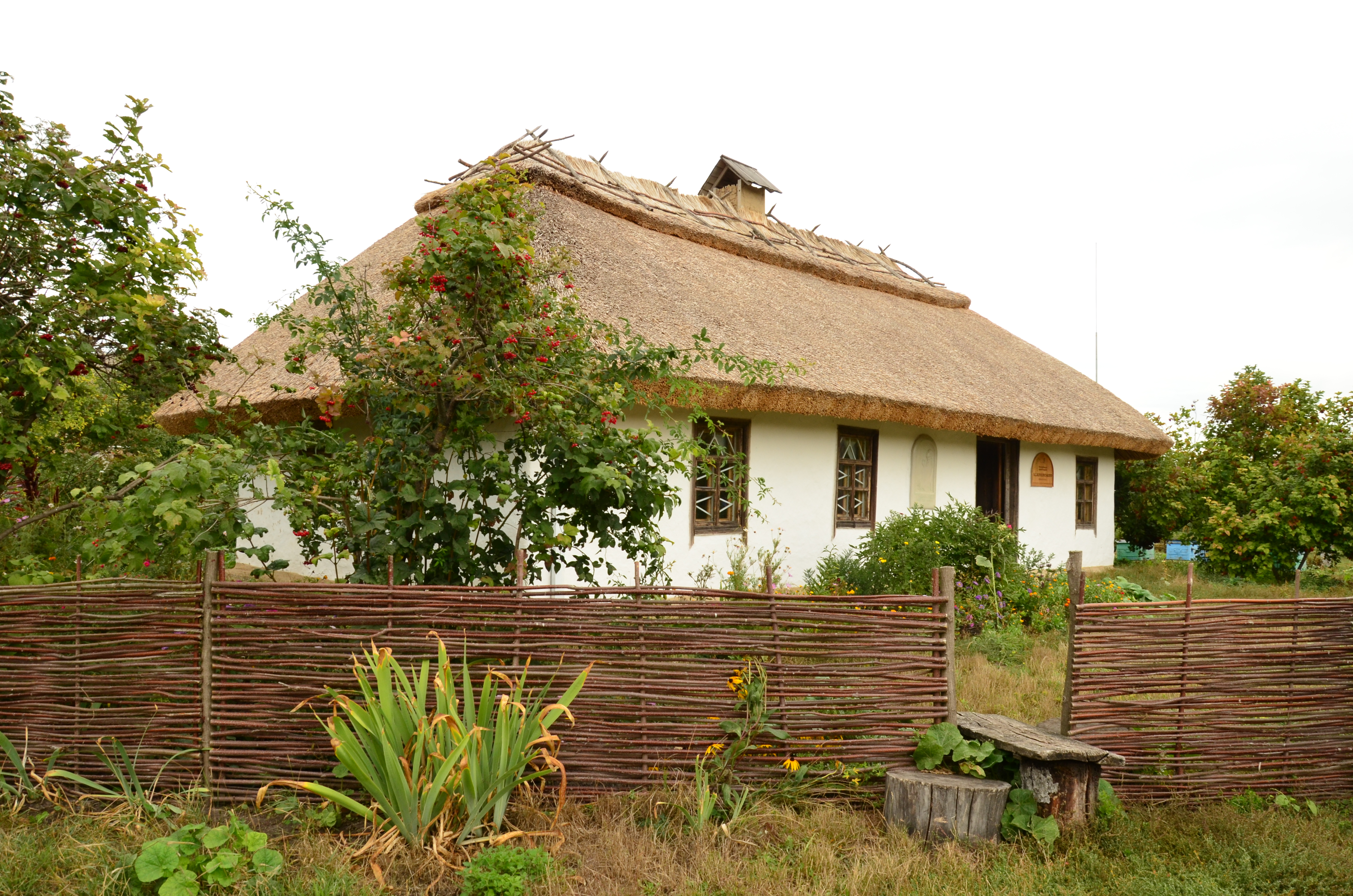
Музей-усадьба певца И. С. Козловского

Марья́новка (укр. Мар’янівка) — село, входит в Васильковский район Киевской области Украины.
Население по переписи 2001 года составляло 1017 человек. Почтовый индекс — 08650. Телефонный код — 4571. Занимает площадь 6,531 км². Код КОАТУУ — 3221485401.

## Достопримечательности
- В Марьяновке находится Мемориальный музей-усадьба И. С. Козловского[укр.], в состав которого входят хата семьи Козловских, памятник выдающемуся певцу и парк.
- Недалеко от села на летописном Перепетовом поле[''К'' 1]. находится группа археологических памятников из восьми курганов.

## Известные уроженцы
- Козловский Иван Семёнович — советский оперный и камерный певец (лирический тенор), режиссёр. Народный артист СССР (1940). Герой Социалистического Труда (1980). По воспоминаниям,  Иван Семёнович всегда радушно встречал земляков с малой родины: лишь только марьяновцы переступали порог московской квартиры певца, он шутя кричал своим домашним: «Москалі, геть від мене!»  — и сразу сажал всех за стол кормить, независимо от того, пять человек приехало или пятьдесят.[2]